# Francesco Luini

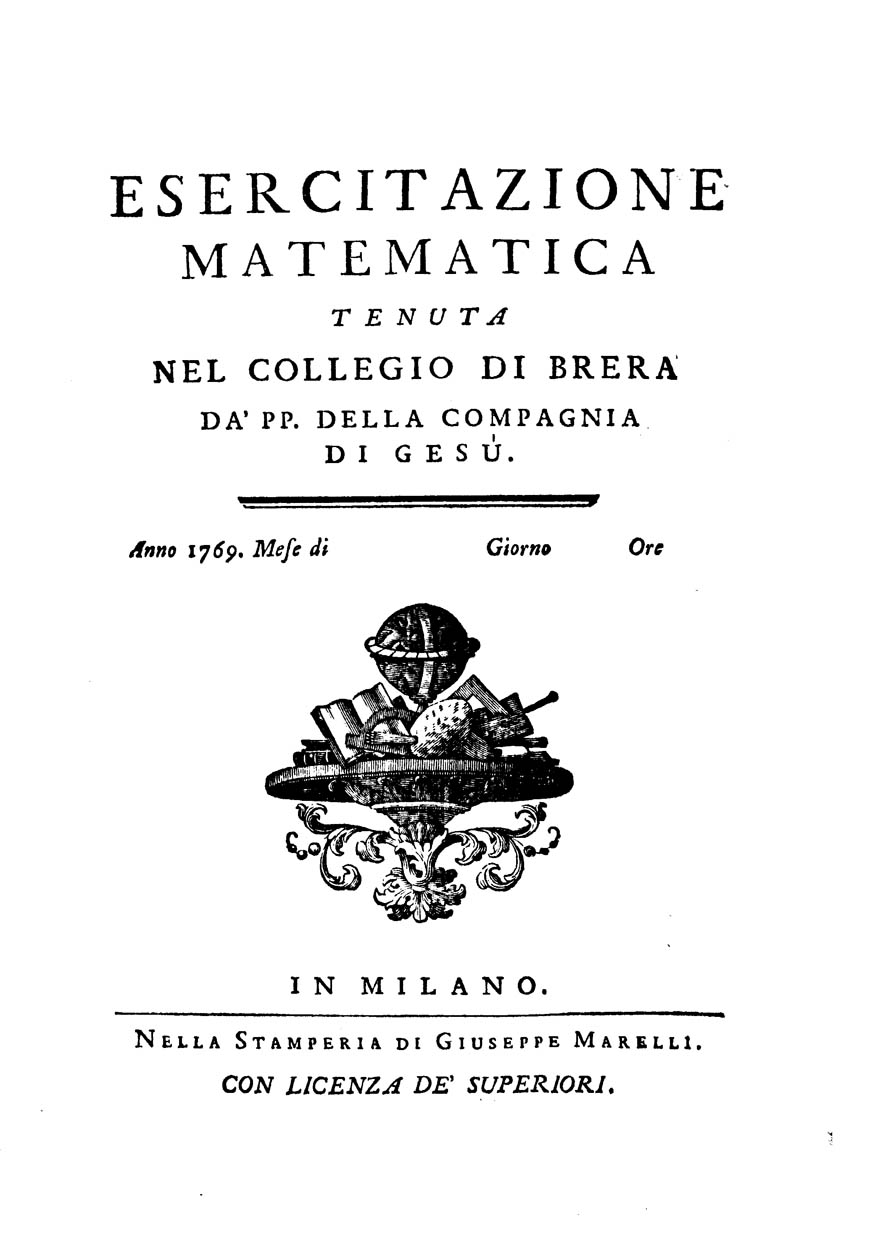
Esercitazione matematica, 1769

Francesco Luini (Lugano, 21 marzo 1740 – Milano, 7 novembre 1792) è stato un matematico e gesuita italiano.

## Biografia
Francesco Luini era gesuita e fu per numerosi anni detentore della cattedra di matematica e astronomia al Collegio di Brera e poi all'Università degli Studi di Pavia. Ebbe gran parte nelle riforme che il governo austriaco introdusse nell'ordinamento degli studi matematici e compose un Corso degli elementi di algebra, di geometria e delle sezioni coniche (Milano 1772). Fu allontanato dall'università dal governo austriaco per avere pubblicato un libro di Meditazione filosofica e si ritirò a Mantova, dove fondò una rinomata scuola matematica.

## Opere
- Esercitazione matematica tenuta nel Collegio di Brera dai pp. della Compagnia di Gesù, In Milano, Giuseppe Marelli, 1769.
- Meditazione filosofica, 1778. Il saggio che fece perdere al cattedra al Luini da parte del Governo austriaco.